# 北海街道 (绍兴市)
北海街道，中国浙江省绍兴市越城区下辖的一个街道。

## 辖区
该街道辖有：
铁甲营社区、新河弄社区、下大路社区、西小路社区、北海社区、辕门社区、胜利社区、灵芝社区、水木清华社区、火车站社区、西湖新村居委会、寨下村、塘南村、北海村、青甸湖村。